# Representaciones artísticas de Viriato

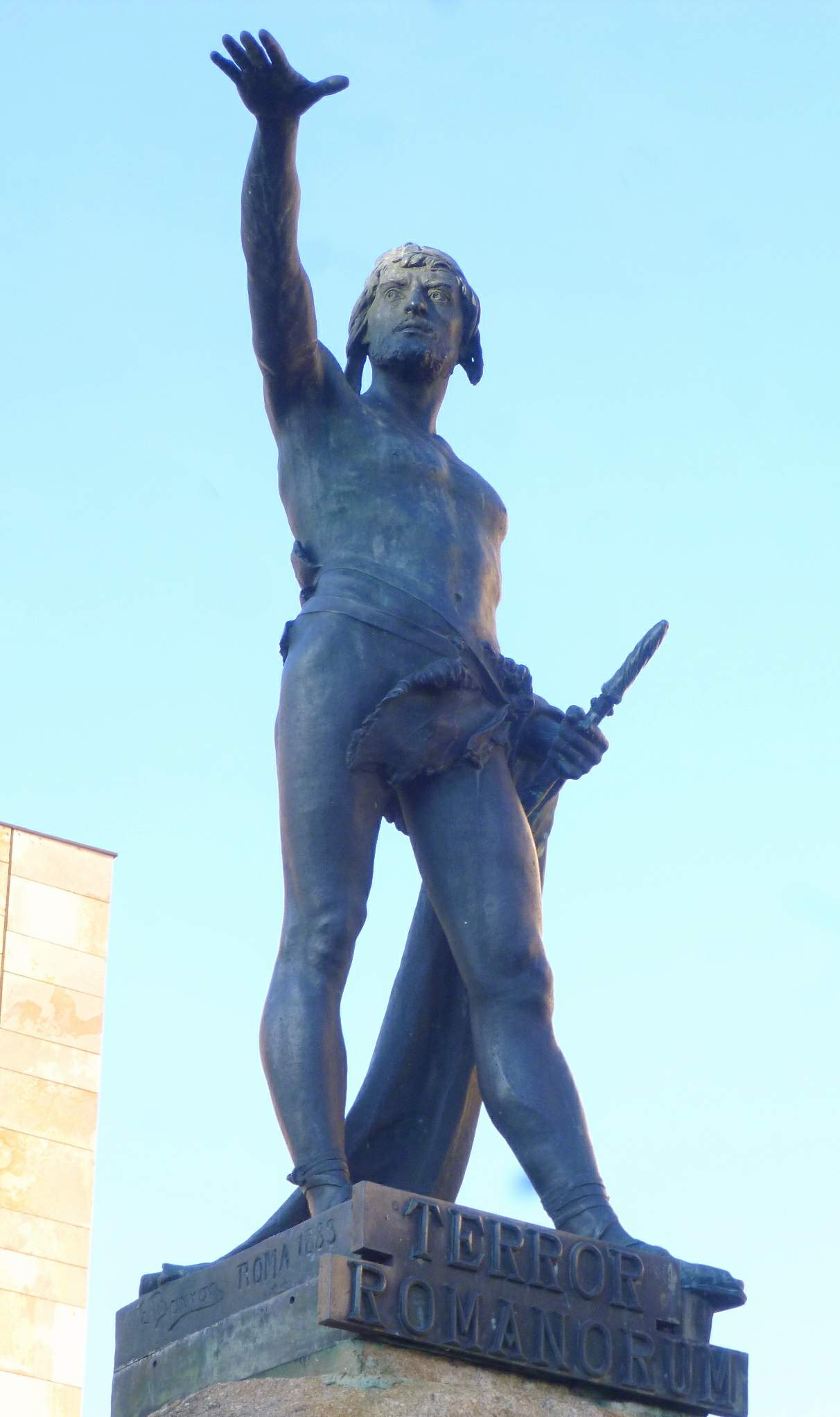
Estatua de Viriato en Zamora, España.

Las representaciones artísticas de Viriato, líder de la resistencia lusitana contra el dominio romano en el siglo II a. C., han sido numerosas a lo largo de los siglos, especialmente en Portugal y España. Como símbolo de resistencia e identidad nacional, ha sido un tema recurrente en las artes visuales, la literatura y los monumentos públicos. Estas representaciones suelen enfatizar sus virtudes como guerrero, líder y patriota.

## Contexto histórico

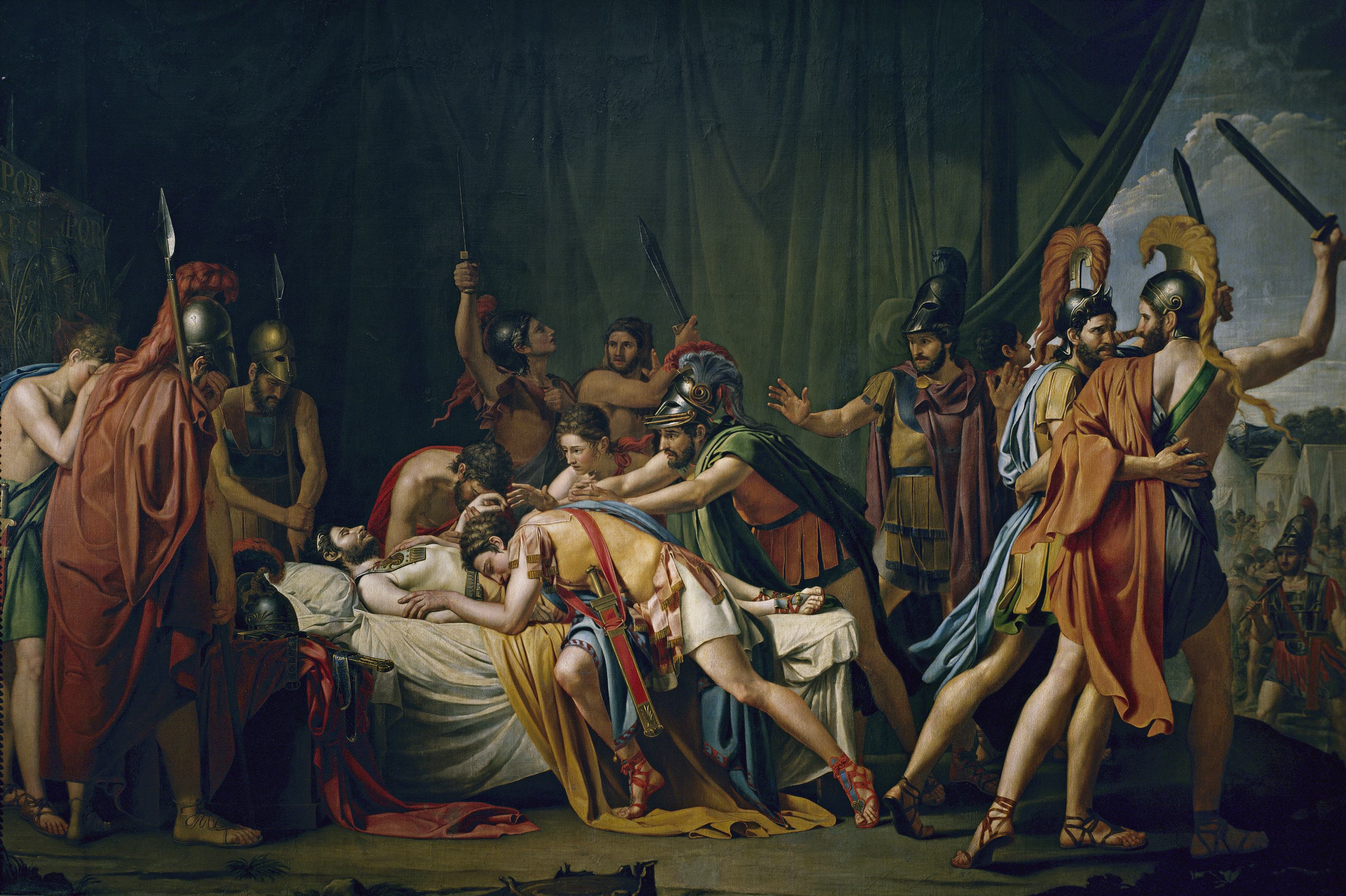
La muerte de Viriato, jefe de los lusitanos, de José de Madrazo y Agudo, 1807, óleo sobre lienzo, 307 x 462 cm, Madrid, Museo del Prado.

Viriato (c. 180–139 a. C.) fue un jefe de los lusitanos, un pueblo nativo del oeste de la península ibérica. Lideró con éxito una guerra de guerrillas contra las fuerzas romanas durante varios años durante la guerras lusitanas. Su traición y asesinato por parte de sus propios enviados —presuntamente sobornados por los romanos— lo convirtieron en una figura similar a un mártir en la conciencia histórica ibérica.

## Artes visuales

### Pintura
Viriato se convirtió en una figura destacada en la pintura de la era romántica, particularmente durante el siglo XIX, cuando los temas de nacionalismo y resistencia ganaron popularidad en el arte europeo.
- "La muerte de Viriato" de José de Madrazo y Agudo: Esta conocida pintura española retrata el asesinato de Viriato, con una composición que recuerda a las pinturas de historia romana, subrayando temas de traición y perfidia romana, y enfatizando la estética clásica y la tragedia heroica.
- La muerte de Viriato de José Villegas Cordero.

## Escultura

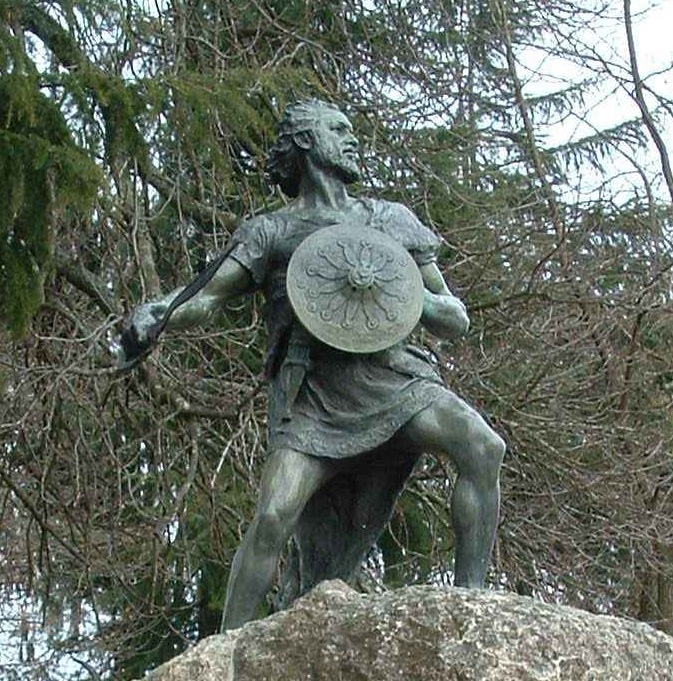
Estatua de Viriato en Viseo, Portugal.

Existen varias esculturas de Viriato. Entre ellas, las más notables son:
- Monumento a Viriato en Viseu, Portugal: Esculpido por Mariano Benlliure e inaugurado en 1940, esta estatua de bronce representa a Viriato con el brazo levantado, simbolizando la rebeldía. Es una de las representaciones más icónicas, frecuentemente asociada con el nacionalismo portugués y el sentimiento antiimperialista.
- Estatua en Zamora, España: Este monumento honra de manera similar a Viriato como un defensor heroico de la libertad y se utiliza a menudo en celebraciones regionales y contextos educativos.

## Literatura y teatro
Aunque centradas principalmente en el arte visual, las representaciones de Viriato en la literatura y el teatro han influido en su iconografía. Obras de teatro y poemas desde el Renacimiento hasta la era moderna lo han retratado como una figura similar a Cristo de la resistencia. Estos tratamientos literarios a menudo han informado las representaciones artísticas al enfatizar su superioridad moral, liderazgo y destino trágico.
Algunas de esas obras literarias que representan a Viriato son:
- Obras del Renacimiento y clásicas:
  - Luís de Camoens, Los lusiadas (1572): La epopeya nacional de Portugal hace referencia a Viriato como una figura heroica de resistencia, elogiando su valor y liderazgo en el Libro III.
  - Félix Lope de Vega, El Viriato (perdida, c. 1600): Aunque el manuscrito se ha perdido, referencias históricas confirman que el dramaturgo del Siglo de Oro español escribió una obra dramática centrada en Viriato.
  - Brás Garcia de Mascarenhas, Viriato Trágico (siglo XVII): Este poema épico portugués eleva a Viriato a un estatus mítico, retratándolo como un noble patriota y mártir que encarna el espíritu de la resistencia nacional.[1]
- Obras de los siglos XVIII–XIX:
  - João Baptista de Almeida Garrett, Caverna de Viriato (c. 1835): Un poema épico fragmentario en el que Garrett, una figura central del Romanticismo portugués, buscó crear una epopeya nacional en torno a Viriato.[2]
- Obras del siglo XX:
  - Miguel Torga, varios poemas y ensayos: Torga aludió frecuentemente a Viriato como un símbolo de resistencia y dignidad individual, especialmente en sus obras poéticas y ensayísticas sobre el interior rural de Portugal. Es notable su libro Poemas Ibéricos, donde el héroe es retratado junto a otras figuras históricas.[3]
- Obras del siglo XXI:
  - Vicente Costalago, Euris estremeñus i sotras poemas (2025): Poema narrativo en extremeño que describe la vida de varios héroes extremeños, siendo Viriato uno de ellos.

Estas representaciones artísticas y literarias han contribuido a mantener viva la memoria de Viriato como símbolo de resistencia y liderazgo en la historia ibérica.

## Representaciones modernas
En la actualidad, Viriato sigue siendo retratado en novelas gráficas, materiales educativos e incluso videojuegos como símbolo de la resistencia ibérica. Su imagen también ha sido apropiada por diversos movimientos políticos y culturales en Portugal y España.

## Impacto cultural
Las representaciones artísticas de Viriato reflejan la evolución de las narrativas nacionales en la península ibérica. En Portugal, se le considera a menudo un héroe protonacional anterior a la romanización de la región. En España, es venerado de forma similar en regiones lusitanas como Extremadura. En todas sus formas, su imagen encapsula temas de libertad, resistencia, traición y las complejidades de la historia colonial.